# Линник Володимир Павлович
Володимир Павлович Линник (24 червня (6 липня) 1889, Харків — 9 липня 1984) — радянський оптик, академік АН СРСР (1939). Лауреат Сталінської премії (1946, 1950), Герой Соціалістичної Праці (1969).

## Життєпис
Володимир народився 6 липня 1889 року у Харкові в родині токаря по металу Івана Петровича Темнова. Після смерті батька у 1891 році мати, не маючи матеріальних можливостей утримувати дитину, віддала сина на виховання своєму братові Павлу Федоровичу Линникові, а сама поїхала на заробітки до Києва. Павло Федорович усиновив небожа, тому прізвище хлопчика змінилося. Малий Володя до 1898 року мешкав у с. Парастаївка Чернігівської губернії. Там на цукровому заводі Павло Федорович працював ковалем. Потім родина переїхала до Білої Церкви, де Володимир закінчив спочатку двокласне училище, а потім у 1909 році гімназію із золотою медаллю. Того ж року Линник вступив на фізико-математичний факультет Київського університету св. Володимира.
Закінчив Київський університет у 1914 році і був залишений у ньому для викладацької роботи. У 1923—1926 роках викладав у Київському політехнічному інституті, з 1926 року працював в Державному оптичному інституті (з 1951 року — на посаді начальника відділу), одночасно в 1933—1941 роках був професором Ленінградського університету. У 1930-і роки працював професором Ленінградського інституту точної механіки й оптики (Літма). Завідувач кафедрою Лабораторних оптичних приладів Літма (1939—1941). У березні 1943 року Державна комісія під головуванням В. П. Линника прийняла захисту дипломних проєктів студентів Літма, підготовлені в умовах евакуації інституту в м. Черепанова Новосибірської області.
У 1946—1968 роках працював у Пулковській обсерваторії.
Похований на кладовищі в Комарово. Могила є пам'ятником культурно-історичної спадщини.

## Наукова діяльність
Основні наукові роботи відносяться до прикладної оптики. Запропонував метод дослідження кристалів за допомогою рентгенівських променів (метод Линника). Розробив методи дослідження якості зображень в оптичних системах. У 1930-ті роки створив прилади для контролю чистоти поверхні різного класу (мікроінтерферометр Линника і подвійний мікроскоп Линника), що принесли йому світове визнання. У 1946 створив унікальний інтерференційний пасажний інструмент. Сконструював зоряний інтерферометр з базою 6 м для виміру кутових відстаней між подвійними зірками — перший великий астрономічний прилад з азимутальним монтуванням, оснащений системою фотоелектричного гідування по зірках, який дозволяв вимірювати з точністю до 0,002 «кутові відстані між подвійними зірками до 15».
Був головою ради щодо будівництва 6-метрового телескопа БТА, запропонував використовувати азимутальне монтування у цьому інструменті. Ініціатор розвитку сучасної адаптивної оптики, у 1957 році запропонував конструкцію телескопа, в якому для компенсації атмосферних спотворень використовується складене дзеркало з переміщуваними елементами. Керував розробкою полегшених і складових дзеркал для відправки в космос. У Комарово створив невелику обсерваторію, оснащену різними приладами, розробив в ній ряд нових методів дослідження спектрограм. Вніс значний внесок у мікроскопію, розробивши оригінальну технологію збирання та юстирування складних об'єктивів мікроскопів, яка досі використовується в промисловості.

## Відзнаки та звання
- Два ордени Трудового Червоного Прапора (1939, 1975)
- Орден Червоної Зірки (1943)
- П'ять орденів Леніна (1945, 1953, 1959, 1966, 1969)
- Дві Сталінських премії (1946, 1950)
- Герой Соціалістичної Праці (1969)
- Золота медаль ім. С. І. Вавилова АН СРСР (1973)

## Публікації
- В. П. Линник Труды Кеплера в области оптики (К 400-летию со дня рождения) [Архівовано 4 серпня 2013 у Wayback Machine.] // УФН. — 1973. — Т. 109. — № 1.

## Родина
Був одружений. Дитина:
- Линник Ірина Володимирівна, донька, мистецтвознавець, працівник Державного Ермітажу, фахівець з західноєвропейського живопису.